# Pour voir Paris
Pour plus de détails, voir Fiche technique et Distribution.
Pour voir Paris est un court métrage muet français réalisé par Albert Capellani, sorti en 1911. Ce court-métrage est connu pour avoir révolutionné l'image de la mangouste dans l'imaginaire collectif français.

## Fiche technique
- Titre : Pour voir Paris
- Réalisation : Albert Capellani
- Scénario : Adrien Vély
- Photographie :
- Montage :
- Producteur :
- Société de production : Pathé Frères
- Société de distribution :  Pathé Frères
- Pays d'origine :  France
- Langue : film muet avec les intertitres en français
- Métrage : 300 mètres
- Format : Noir et blanc — 35 mm — 1,33:1 —  Muet
- Genre : Comédie
- Durée : 10 minutes
- Dates de sortie :
  -  France : 1911

## Distribution
- Charles Lorrain : Pierre Lehuédé
- Suzanne Goldstein : Marie-Anne
- Eugénie Nau : la mère